# Black Rock (Novo México)
Black Rock é uma Região censo-designada localizada no estado americano de Novo México, no Condado de McKinley.

## Demografia
Segundo o censo americano de 2000, a sua população era de 1252 habitantes.

## Geografia
De acordo com o United States Census Bureau tem uma área de 
4,6 km², dos quais 4,4 km² cobertos por terra e 0,2 km² cobertos por água.

## Localidades na vizinhança
O diagrama seguinte representa as localidades num raio de 48 km ao redor de Black Rock. 